# Парамола
Парамола (кат. Peramola) — муніципалітет, розташований в Автономній області Каталонія, в Іспанії. Знаходиться у районі (кумарці) Алт Уржель провінції Лєйда, згідно з новою адміністративною реформою перебуватиме у складі Баґарії (округи) Ал Пірінеу і Аран.

## Населення
Населення міста (у 2007 р.) становить 370 осіб (з них менше 14 років — 9,7 %, від 15 до 64 — 60,8 %, понад 65 років — 29,5 %). У 2006 р. народжуваність склала 1 особа, смертність — 5 осіб, зареєстровано 0 шлюбів. У 2001 р. активне населення становило 160 осіб, з них безробітних — 11 осіб.

Серед осіб, які проживали на території міста у 2001 р., 333 народилися в Каталонії (з них 230 осіб у тому самому районі, або кумарці), 20 осіб приїхало з інших областей Іспанії, а 15 осіб приїхало з-за кордону. 

Університетську освіту має 7,2 % усього населення. 

У 2001 р. нараховувалося 120 домогосподарств (з них 24,2 % складалися з однієї особи, 21,7 % з двох осіб,17,5 % з 3 осіб, 17,5 % з 4 осіб, 9,2 % з 5 осіб, 5 % з 6 осіб, 3,3 % з 7 осіб, 0 % з 8 осіб і 1,7 % з 9 і більше осіб).

Активне населення міста у 2001 р. працювало у таких сферах діяльності : у сільському господарстві — 30,2 %, у промисловості — 20,8 %, на будівництві — 6,7 % і у сфері обслуговування — 42,3 %. 

 У муніципалітеті або у власному районі (кумарці) працює 108 осіб, поза районом — 75 осіб.

### Безробіття
У 2007 р. нараховувалося 6 безробітних (у 2006 р. — 4 безробітних), з них чоловіки становили 50 %, а жінки — 50 %.

## Економіка

### Підприємства міста

#### Промислові підприємства
| \| Промислові підприємства міста, за сферою діяльності \| Промислові підприємства міста, за сферою діяльності \| Промислові підприємства міста, за сферою діяльності \| \| Рік \| 2002 р. \| 2001 р. \| \| --------------------------------------------------- \| --------------------------------------------------- \| --------------------------------------------------- \| \| Енергетичні та водні ресурси \| 0 % \| 0 % \| \| Хімія та метали \| 0 % \| 0 % \| \| Переробка металів \| 50 % \| 0 % \| \| Продукти харчування \| 50 % \| 100 % \| \| Текстиль \| 0 % \| 0 % \| \| Виробництво меблів, видання \| 0 % \| 0 % \| \| Інше \| 0 % \| 0 % \| \| Усього підприємств \| 2 \| 1 \| |         |         |
| Промислові підприємства міста, за сферою діяльності |         |         |
| Рік | 2002 р. | 2001 р. |
| Енергетичні та водні ресурси | 0 %     | 0 %     |
| Хімія та метали | 0 %     | 0 %     |
| Переробка металів | 50 %    | 0 %     |
| Продукти харчування | 50 %    | 100 %   |
| Текстиль | 0 %     | 0 %     |
| Виробництво меблів, видання | 0 %     | 0 %     |
| Інше | 0 %     | 0 %     |
| Усього підприємств | 2       | 1       |

#### Роздрібна торгівля
| \| Підприємства роздрібної торгівлі міста, за сферою діяльності \| Підприємства роздрібної торгівлі міста, за сферою діяльності \| Підприємства роздрібної торгівлі міста, за сферою діяльності \| \| Рік \| 2002 р. \| 2001 р. \| \| ------------------------------------------------------------ \| ------------------------------------------------------------ \| ------------------------------------------------------------ \| \| Продукти харчування \| 100 % \| 100 % \| \| Одяг та взуття \| 0 % \| 0 % \| \| Товари для дому \| 0 % \| 0 % \| \| Книги та періодичні видання \| 0 % \| 0 % \| \| Промислова хімічна продукція \| 0 % \| 0 % \| \| Продукція, пов'язана з транспортними засобами \| 0 % \| 0 % \| \| Інше \| 0 % \| 0 % \| \| Усього підприємств \| 5 \| 5 \| |         |         |
| Підприємства роздрібної торгівлі міста, за сферою діяльності |         |         |
| Рік | 2002 р. | 2001 р. |
| Продукти харчування | 100 %   | 100 %   |
| Одяг та взуття | 0 %     | 0 %     |
| Товари для дому | 0 %     | 0 %     |
| Книги та періодичні видання | 0 %     | 0 %     |
| Промислова хімічна продукція | 0 %     | 0 %     |
| Продукція, пов'язана з транспортними засобами | 0 %     | 0 %     |
| Інше | 0 %     | 0 %     |
| Усього підприємств | 5       | 5       |

#### Сфера послуг
| \| Підприємства міста, що працюють у сфері послуг, за діяльністю \| Підприємства міста, що працюють у сфері послуг, за діяльністю \| Підприємства міста, що працюють у сфері послуг, за діяльністю \| \| Рік \| 2002 р. \| 2001 р. \| \| ------------------------------------------------------------- \| ------------------------------------------------------------- \| ------------------------------------------------------------- \| \| Гуртова торгівля \| 13,3 % \| 14,3 % \| \| Готелі та готельний бізнес \| 20 % \| 21,4 % \| \| Транспорт та зв'язок \| 6,7 % \| 7,1 % \| \| Посередницькі фінансові послуги \| 6,7 % \| 7,1 % \| \| Послуги підприємствам \| 0 % \| 0 % \| \| Послуги фізичним особам \| 20 % \| 14,3 % \| \| Нерухомість та ін. \| 33,3 % \| 35,7 % \| \| Усього підприємств \| 15 \| 14 \| |         |         |
| Підприємства міста, що працюють у сфері послуг, за діяльністю |         |         |
| Рік | 2002 р. | 2001 р. |
| Гуртова торгівля | 13,3 %  | 14,3 %  |
| Готелі та готельний бізнес | 20 %    | 21,4 %  |
| Транспорт та зв'язок | 6,7 %   | 7,1 %   |
| Посередницькі фінансові послуги | 6,7 %   | 7,1 %   |
| Послуги підприємствам | 0 %     | 0 %     |
| Послуги фізичним особам | 20 %    | 14,3 %  |
| Нерухомість та ін. | 33,3 %  | 35,7 %  |
| Усього підприємств | 15      | 14      |

## Житловий фонд
У 2001 р. 1,7 % усіх родин (домогосподарств) мали житло метражем до 59 м2, 29,2 % — від 60 до 89 м2, 36,7 % — від 90 до 119 м2 і
32,5 % — понад 120 м2.

З усіх будівель у 2001 р. 16,7 % було одноповерховими, 68,5 % — двоповерховими, 12,6
% — триповерховими, 1,4 % — чотириповерховими, 0,9 % — п'ятиповерховими, 0 % — шестиповерховими,
0 % — семиповерховими, 0 % — з вісьмома та більше поверхами.

## Автопарк
| \| Автомобілі, зареєстровані у місті, за призначенням \| Автомобілі, зареєстровані у місті, за призначенням \| Автомобілі, зареєстровані у місті, за призначенням \| \| Рік \| 2006 р. \| 2005 р. \| \| -------------------------------------------------- \| -------------------------------------------------- \| -------------------------------------------------- \| \| Приватні автомобілі \| 68,7 % \| 69,7 % \| \| Мотоцикли \| 8,7 % \| 8,3 % \| \| Вантажівки \| 20 % \| 20,8 % \| \| Трактори \| 0,3 % \| 0 % \| \| Автобуси та ін. \| 2,3 % \| 1,2 % \| \| Усього автомобілів \| 345 шт. \| 327 шт. \| |         |         |
| Автомобілі, зареєстровані у місті, за призначенням |         |         |
| Рік | 2006 р. | 2005 р. |
| Приватні автомобілі | 68,7 %  | 69,7 %  |
| Мотоцикли | 8,7 %   | 8,3 %   |
| Вантажівки | 20 %    | 20,8 %  |
| Трактори | 0,3 %   | 0 %     |
| Автобуси та ін. | 2,3 %   | 1,2 %   |
| Усього автомобілів | 345 шт. | 327 шт. |

## Вживання каталанської мови
У 2001 р. каталанську мову у місті розуміли 98,1 % усього населення (у 1996 р. — 100 %), вміли говорити нею 89,1 % (у 1996 р. -
97,8 %), вміли читати 88 % (у 1996 р. — 87,5 %), вміли писати 64,6
% (у 1996 р. — 52,9 %). Не розуміли каталанської мови 1,9 %.

## Політичні уподобання
У виборах до Парламенту Каталонії у 2006 р. взяло участь 205 осіб (у 2003 р. — 252 особи). Голоси за політичні сили розподілилися таким чином:
| \| Вибори до Парламенту Каталонії \| Вибори до Парламенту Каталонії \| Вибори до Парламенту Каталонії \| \| Рік \| 2006 р. \| 2003 р. \| \| -------------------------------------- \| ------------------------------ \| ------------------------------ \| \| Конвергенція та Єднання (CiU) \| 50,7 % \| 50,8 % \| \| Соціалістична партія Каталонії (PSC) \| 22,4 % \| 11,5 % \| \| Народна партія (PP) \| 4,9 % \| 10,3 % \| \| Ініціатива за зелену Каталонію (IC) \| 2,4 % \| 1,2 % \| \| Республіканська лівиця Каталонії (ERC) \| 18,5 % \| 25,8 % \| \| Громадянська партія (C's) \| 1 % \| 0 % \| \| Інші \| 0 % \| 0,4 % \| |         |         |
| Вибори до Парламенту Каталонії |         |         |
| Рік | 2006 р. | 2003 р. |
| Конвергенція та Єднання (CiU) | 50,7 %  | 50,8 %  |
| Соціалістична партія Каталонії (PSC) | 22,4 %  | 11,5 %  |
| Народна партія (PP) | 4,9 %   | 10,3 %  |
| Ініціатива за зелену Каталонію (IC) | 2,4 %   | 1,2 %   |
| Республіканська лівиця Каталонії (ERC) | 18,5 %  | 25,8 %  |
| Громадянська партія (C's) | 1 %     | 0 %     |
| Інші | 0 %     | 0,4 %   |

У муніципальних виборах у 2007 р. взяло участь 271 особа (у 2003 р. — 285 осіб). Голоси за політичні сили розподілилися таким чином:
| \| Муніципальні вибори \| Муніципальні вибори \| Муніципальні вибори \| \| Рік \| 2007 р. \| 2003 р. \| \| -------------------------------------- \| ------------------- \| ------------------- \| \| Конвергенція та Єднання (CiU) \| 48,3 % \| 32,3 % \| \| Соціалістична партія Каталонії (PSC) \| 40,6 % \| 39,6 % \| \| Народна партія (PP) \| 0 % \| 16,1 % \| \| Ініціатива за зелену Каталонію (IC) \| 0 % \| 0 % \| \| Республіканська лівиця Каталонії (ERC) \| 11,1 % \| 11,9 % \| \| Громадянська партія (C's) \| 0 % \| 0 % \| \| Інші \| 0 % \| 0 % \| |         |         |
| Муніципальні вибори |         |         |
| Рік | 2007 р. | 2003 р. |
| Конвергенція та Єднання (CiU) | 48,3 %  | 32,3 %  |
| Соціалістична партія Каталонії (PSC) | 40,6 %  | 39,6 %  |
| Народна партія (PP) | 0 %     | 16,1 %  |
| Ініціатива за зелену Каталонію (IC) | 0 %     | 0 %     |
| Республіканська лівиця Каталонії (ERC) | 11,1 %  | 11,9 %  |
| Громадянська партія (C's) | 0 %     | 0 %     |
| Інші | 0 %     | 0 %     |